# Nova Praha
Nova Praha (ukrajinsky Нова Прага, před rokem 1822 Petrykivka a Murzynka) je sídlo v Oleksandrijském rajónu v Kirovohradské oblasti na Ukrajině. Leží 20 kilometrů od Oleksandriji a 50 kilometrů východně od správního centra oblasti Kropyvnyckého. Žije zde přibližně 6 600 obyvatel. Před vznikem sídla Nova Praha byly na jejím území posady Petrykivka a Murzynka. Jméno Petrykivka vycházelo z osobního jména Petryk, není ale jasné, ke kterému Petrykovi se vztahovalo. Murzynka pravděpodobně pochází z krymské tatarštiny. Ani přesný původ jména Nova Praha není znám, místní historici se ale shodují na tom, že odkazuje na Pragu a tamní vojenský pluk, nikoliv na české hlavní město. Status sídla městského typu má od roku 1957.